# Piotr Haren
Piotr Robert Haren (født 2. maj 1970) er en dansk tidligere fodboldspiller af polsk herkomst. Han har i sin aktive karriere spillet for AGF, KB, BK Frem, Lyngby Boldklub og F.C. København.
Han startede som angriber, men Lyngby Boldklub-træneren Benny Lennartsson gjorde ham til forsvarer.
Han var søn af Janusz Andrzej Haren, der spillede for Widzew Łódź og B93. Han er far til Lucas Haren, der spiller for FC Helsingør og tidligere blandt andet har spillet for FC Nordsjælland og Randers FC.
Piotr Haren blev i januar 2019 ansat som A+træner hos Lyngby Boldklub.